# منشأة عودة سالم
قرية منشاة عودة سالم هي إحدى القرى التابعة لمركز ديرب نجم في محافظة الشرقية في جمهورية مصر العربية. حسب إحصاءات سنة 2006، بلغ إجمالي السكان في منشاة عودة سالم 1155 نسمة، منهم 590 رجل و565 امرأة.